# Nortuno Amarelo
Noturno Amarelo é um conto fantástico da escritora brasileira Lygia Fagundes Telles o qual está inserido no livro Seminário dos Ratos (1977).
Família, cheiros, lembranças, calor, memórias, acerto de antigas contas: a oportunidade via o fantástico, compõem Noturno amarelo, que é narrado ao sabor do intimismo de mais uma mulher, desta feita Laurinha que nessa noite junto ao amado Fernando encontra-se em plena estrada com o carro sem gasolina e que em breve irá rever velhos conhecidos. Outro representante das incursões pelo fantástico, é um longo e improvável passeio pelo âmbito do sonho que leva a narradora-protagonista a tomar consciência de sua condição real, concentrando o texto nos devaneios de Laura.